# سحاريات الفم
سحاريات الفم (الاسم العلمي:Siphonostomatoida) هي رتبة من القشريات تتبع فوق رتبة لطيفات الأقدام من طائفة الجوادف. تحتوي هذه الرتبة على حوالي 75٪ من جميع مجدافيات الأرجل التي تتطفل على الأسماك. وقد ارتبط نجاحهم بامتلاكهم لفك سفلي يشبه السيفون و«خيط أمامي» للمساعدة في الارتباط بمضيفيهم. معظمها بحري لكن القليل منها يعيش في المياه العذبة.

## التصنيف
هناك 39 فصيلة معترف بها ضمن سحاريات الفم منها:
- الكاليجات
  - الكاليجة